# Louis-Luc Loiseau de Persuis
Louis-Luc Loiseau de Persuis (Metz (Lorena), 4 de juliol de 1769 - París, 20 de desembre de 1819) fou un violinista, cap de cors, pedagog, compositor i director d'orquestra.
Era fill de Jean-Nicholas, mestre de capella de la catedral de Metz, i havent-se enamorat d'una actriu, entrà en el teatre com a violinista, a fi de poder seguir-la. D'aquesta manera va recórrer els principals teatres de França, i trobant-se a París el 1787, estrenà, amb èxit, un oratori seu, Le passage de la mer Rouge. Formà part de l'orquestra de l'Òpera, de la que en fou nomenat cap de cant el 1804, l'any següent individu del jurat de lectura, el 1810 director d'orquestra, el 1814 inspector general d'aquell teatre, i des de 1817 en fou també director fins a la seva mort.

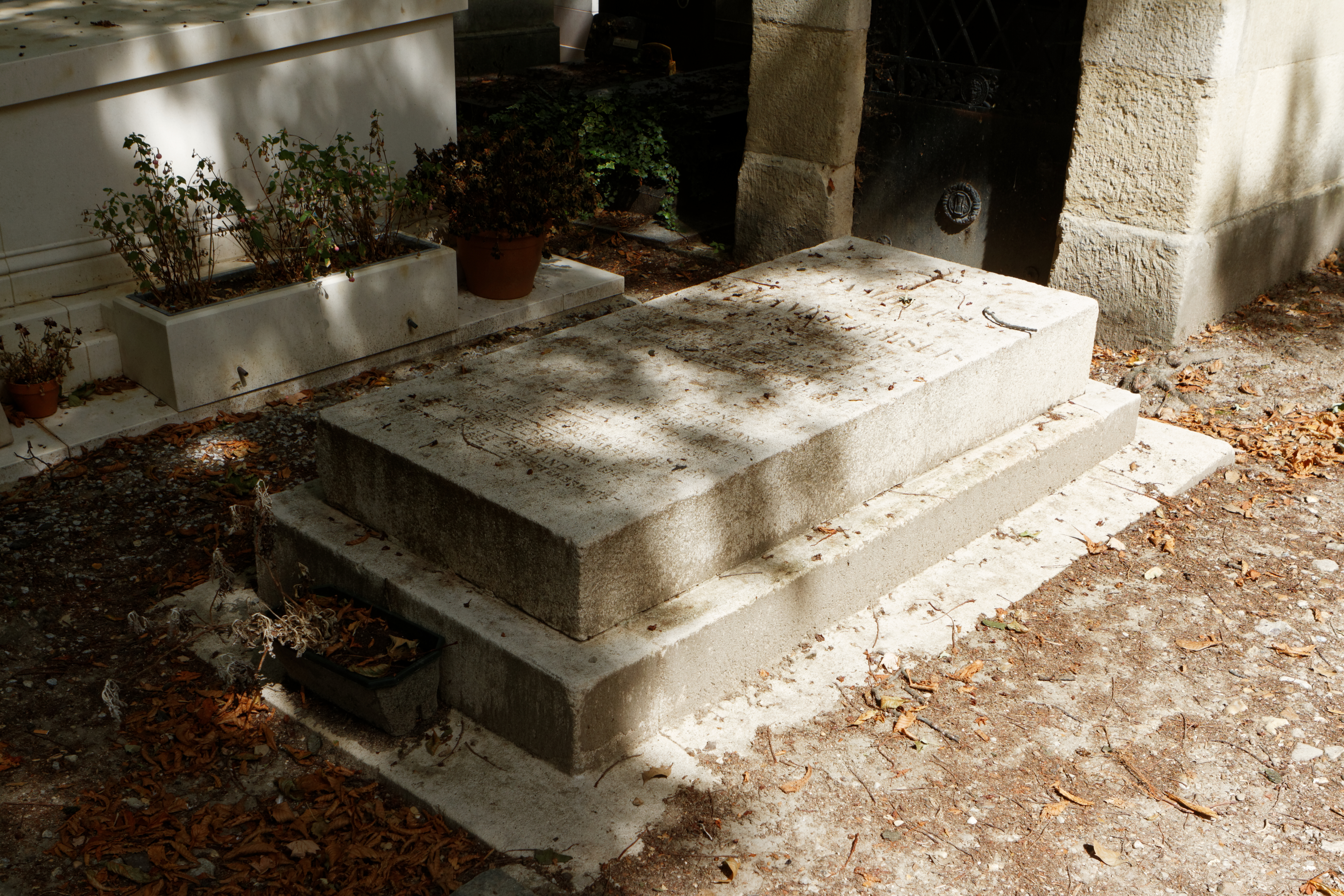
Tomba de Persius al cementiri parisenc de Père-Lachaise

També fou director del Conservatori de París, mestre de la Capella Reial i inspector d'aquesta. En tots aquests càrrecs demostrà tanta capacitat com zel, especialment en la direcció de l'Òpera, però el seu caràcter atrabiliari i irritable l'enemistà sovint amb artistes i públic.
A més de l'obra ja citada, va compondre les òperes següents:
- Estelle (1783);
- La nuit espagnole (1791));
- Phanor et Angéla (1798);
- Fanny Morna, ou L'écossaise (1799);
- Léonidas, ou Les spartiates (amb Gresnick) (1799);
- Le fruit défendu (1800);
- Marcel, ou L'héritier supposé (1802);
- Le triomphe de Trajan (amb Le Sueur) 1807);
- La Jérusalem délivrée la seva millor obra (1812);
- Les dieux rivaux, ou Les fêtes de Cythère (amb Berton, Kreutzer, i Spontini) (1816);
- La vengannce i Hommage aux dames (1816).

També se li deuen diverses cantates, balls, etc.